# DRACO
DRACO („Double-stranded RNA Activated Caspase Oligomerizer“) bezeichnet eine Gruppe von experimentellen Virostatika, welche am Massachusetts Institute of Technology unter der Leitung von Todd Rider entwickelt wurden. In Zellkulturen haben sich DRACOs gegen ein breites Spektrum von Viren als wirksam erwiesen, einschließlich des Dengue-Virus, Amapari- und Tacaribe-Arenavirus, Guama-Bunyavirus, des Influenza-A-Virus H1N1 und vier verschiedener Rhinoviren (Erkältung). Ihre Wirksamkeit wurde zudem in vivo, in Mäusen, gegen Grippeviren demonstriert. Es wird berichtet, dass DRACOs in mit Viren infizierten Säugetierzellen rasch eine Apoptose auslösen, während gesunde Zellen unversehrt bleiben.
Im Januar 2014 wurden die Arbeiten an DRACO für weitere Tests und Entwicklungen an das Charles Stark Draper Laboratory verlegt. Rider hielt eine Präsentation an der SENS6-Konferenz der SENS Foundation. Er verließ das Draper Laboratory im Mai 2015 und startete eine Crowdfunding-Kampagne bei Indiegogo, um Tests gegen die Herpesvirus- und Retrovirus-Familien zu finanzieren.
Im Jahr 2015 berichtete eine unabhängige Forschergruppe von erfolgreichen Wirksamkeitstests in vitro gegen das PRRS-Virus mittels DRACOs.
Im Juli 2020 veröffentlichte eine weitere unabhängige Forschergruppe einen wissenschaftlichen Artikel über die Wirkungen von DRACO in vitro. Der Studie zufolge war DRACO in nicht infizierten Säugetierzellen nicht toxisch, und mit dem Influenzavirus H1N1 infizierte Zellen zeigten "signifikante", dosisabhängige Apoptose.
Einige Wochen später wurde ein neues Biotech-Startup-Unternehmen, Kimer Med, gegründet, um die Entwicklung von DRACO voranzutreiben.

## Wirkmechanismus
DRACO ist selektiv für vireninfizierte Zellen. Die Unterscheidung zwischen infizierten und gesunden Zellen wird hauptsächlich anhand der Länge und des Typs der innerhalb der Zellen vorhandenen RNA-Transkriptions-Helices getroffen. Die allermeisten Viren produzieren während der Transkription und Replikation lange dsRNA-Helices. Im Gegensatz dazu erzeugen nicht-infizierte Zellen von Säugetieren während der Transkription dsRNA-Helices mit weniger als 24 Basenpaaren. Der Zelltod wird durch einen der letzten Schritte auf dem Apoptoseweg ausgelöst, wo Komplexe, die intrazelluläre Apoptose signalisierende Moleküle enthalten, gleichzeitig an mehrere Procaspasen binden. Die Procaspasen transaktivieren durch Spaltung, aktivieren weitere Caspasen in der Kaskade, spalten eine Vielzahl von zellulären Proteinen und töten dadurch die Zelle.